# 성전환증

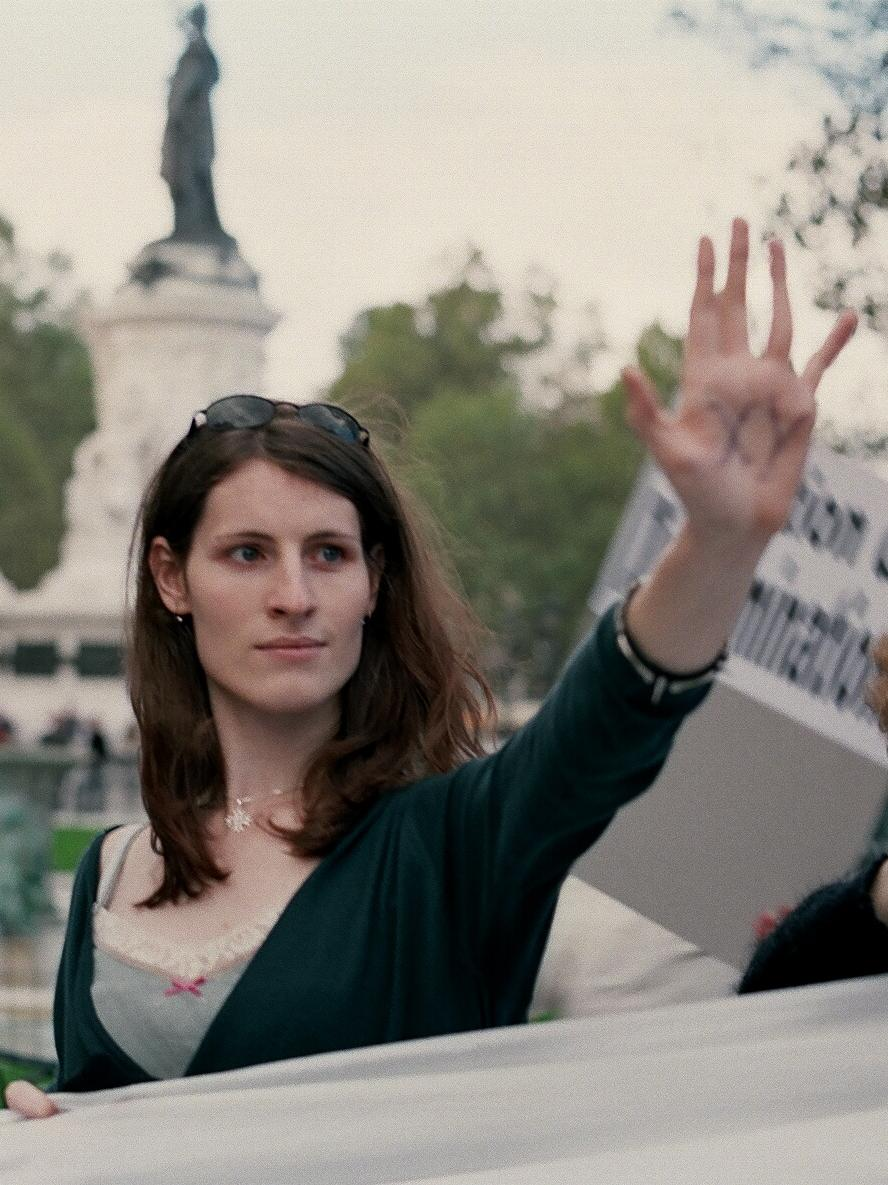
손바닥에 ‘XY’를 써서 내보이는 트랜스여성.

성 전환증(性轉換症, 영어: transsexualism 트랜스섹슈얼리즘[*])은 어떤 개인이 자신의 사회적 성별을 생물학적 성별과 일치하지 않는다고 생각하는 상태이다. 그 사람이 지정성별과 다른 성별의 구성원이 되고자 하는 열망의 결과로 심리적 불편을 느끼거나, 성 정체성으로 인하여 정신적 장애 또는 고통을 겪을 때 성 전환증의 의학적 진단이 이루어진다. 성전환증을 가진 사람을 성전환자(性轉換者, transsexual 트랜스섹슈얼[*])라고 한다. 성전환자는 트랜스젠더에 포함되지만, 모든 트랜스젠더가 성전환자인 것은 아니다.
오늘날에는 호르몬 대체 요법이나 성전환 수술을 받아 원하는 성별의 외관을 갖출 수 있게 되었다. 성전환을 위한 요법들은 보통 성인 이후에 허용되지만 미국 캘리포니아 주의 경우 아동의 성전환을 위한 호르몬 대체 요법을 허용하고 있다.
성전환증은 세계의 여러 곳에서 비판과 지탄을 받고 있으나, 서방세계에서는 20세기 중후반 성혁명과 성전환 수술의 개발 이후 그 이해가 증가하였다. 성전환증에 대한 부정적 사고방식은 성전환자들에 대한 폭력 또는 차별을 야기한다. 대중문화에 있어서도 성전환증이 단순히 이성 복장만을 하는 드랙이나 크로스드레싱과 혼동되는 경우가 있어 주의를 요한다.

## 진단
성전환증은 전 세계의 정신건강 전문가들이 사용하는 두 종류의 진단편람에 수록되어 있다. 미국 정신 의학회의 정신질환 진단 및 통계 편람(DSM)과 국제질병분류(ICD)가 그것이다. ICD-10의 성 정체성 장애의 하위 항목으로 ‘성전환증’(transsexualism), ‘이중역할 의상도착증’(dual role transvestism), ‘아동의 성 정체성 장애’(gender identity disorder of childhood)가 존재한다. ICD-10은 성전환증을 “생물학적 성별과 반대 성별의 일원으로서 살고 또 받아들여지고자 하는 열망. 자신의 생물학적 성별에 대한 불편감 또는 부적절감을 일반적으로 동반하며, 자신이 느끼는 성별과 최대한 동일한 신체를 갖기 위해 수술과 호르몬 치료를 받기를 원한다.”고 정의하고 있다. DSM은 성 정체성 장애와 성전환증을 구분하지 않으며, 복장도착증은 성전환증과 함께 발생할 수 있는 별개의 현상으로 수록하고 있다. DSM의 진단에는 다음 네 가지 기준이 있다.
- 생물학적 성별과 반대 성별이 되고자 하는 열망 또는 주장. (그 반대 성별이 되어서 얻을 수 있는 이득으로 인한 것이 아님)
- 자신의 생물학적 성별을 부적절하다고 인식하고 있으며 그에 대한 지속적인 불편함을 느낀다는 증거.
- 간성이 아니어야 함. (“별도로 지정이 없는 한”. 간성인 사람이 자신에게 지정된 성별을 거부한다면 성전환증으로 판단해 치료할 수 있음)
- 직장 또는 사회생활에 있어 성 정체성과 일치하지 않는 신체로 인해 임상적으로 극심한 고통 또는 장애를 겪는다는 증거.

## 유병률
DSM-IV(1994년)에 따르면, 미국에서 성전환 수술을 원하는 사람은 생물학적 남성 중에서는 3만 명 중에 1명, 생물학적 여성 중에서는 10만 명 중에 1명 꼴로 나타난다. 가장 널리 인용되는 유병률 추정치는 암스테르담 성별 불쾌감 의원의 데이터로, 40년 이상의 시간에 걸쳐 네덜란드의 성전환자 중 95% 정도를 치료하면서 누적된 데이터이다. 이에 따르면 생물학적 남성 중에서는 1:10,000, 생물학적 여성 중에서는 1:30,000 정도의 비율로 성전환증이 나타난다. 성 정체성 장애의 유병률에 대한 직접적 연구가 이루어진 바는 없으나, 과거 20년 이상의 시간동안 간행된 다양한 임상논문들에서 생물학적 남성에게는 1:7,400에서 1:42,000 사이, 생물학적 여성에게는 1:30,040에서 1:104,000 사이의 유병률을 추산해낼 수 있다.

## 원인
성전환증의 원인에 대해서는 정신적인 것과 생물학적인 것이 제안되어 있다. 그 중에서도 딕 스왑 교수는 이것이 태아기와 유전에 관련된 증거를 제시한다. 그러한 증거들 중 하나로 분계선조층핵(BST)이 있다. BST는 뇌저신경절을 구성하는 부분인데, 태아기 때 안드로겐의 영향을 받는다. 한 연구에선, 트랜스여성의 BST가 시스젠더(생물학적 성별과 정신적 성별이 일치하는) 여성의 BST와 유사하다는 결과가 나왔다. 한편 이성애자 남성과 동성애자 남성의 BST는 서로 비슷했으나 여성들(시스여성과 트랜스여성 모두)의 BST와는 달랐다. 또다른 연구에서는 성전환증에 유전적 요소가 있을 것으로 추측한다. 태아기 때 디에틸스틸베스트롤 따위의 유산 방지 약물에 노출되는 것이 성전환증과 양의 상관관계를 보인다는 증거도 상당하나, 이에 관한 연구는 아직 확실한 인과관계는 밝혀내지 못한 상태이다.

## 성전환 치료
성전환 치료(SRT)란 트랜스젠더와 인터섹슈얼의 성별 재지정이나 성전환과 관련된 의학적 치료 행위를 통칭하는 포괄적 용어이다.
SRT를 받는 사람들은 서로 다른 다양한 선택을 한다. SRT에는 2차 성징을 바꾸기 위한 호르몬 대체 치료(HRT), 1차 성징을 바꾸기 위한 성전환 수술, 트랜스여성들이 받는 안면 여성화 수술 및 영구 제모 수술 등이 있다. 성전환 치료를 받는 성전환자들은 보통 사회적 성역할과 이름, 법적으로 등록된 지정 성별도 바꾸게 된다.
성전환 치료를 받기 위해서는 일반적으로 정신감정을 받고 성 정체성 장애 진단을 받아야 한다. 이 행위는 보통 열망하는 성역할에 관한 주제, 의학적 치료의 위험성 등에 관한 상담 및 정신과 치료와 동반된다.

### 정신적 치료
성 정체성을 생물학적 성별에 맞춰 바꾸려는 시도는 일반적으로 효과가 없다. 널리 받아들여지는 치료 기준에서는 성전환자에게 처방할 수 있는 타당하고 유효한 치료는 성전환 치료 뿐이라고 명기하고 있다.

성전환자들은 임상우울증, 불안감, 다양한 약물 의존, 높은 자살률 등 심한 정신의학적 문제를 앓고 있으며 이에 따라 치료의 필요성이 강조된다.
많은 트랜스젠더 운동가들은 상기한 문제들이 성 정체성 그 자체가 아닌, 개인에 대한 사회적 문화적 대응에 기인하는 것이라고 주장한다. 일부 성전환자들은 자신의 성 정체성을 정신과적 문제로 생각하지 않기 때문에 치료 기준에서 권고되는 상담을 거부하기도 한다.

### 의학적 치료
정신감정을 받은 뒤, 호르몬 대체 요법 또는 호르몬 차단제로 의학적 치료를 시작하게 된다. 완전한 성전환을 원하는 사람들은 생식기 수술을 받기 전에 적어도 1년 이상 목표하는 성별의 일원으로서 살아볼 것이 일반적으로 요구된다. 이를 실제 생활 경험(RLE) 또는 실제 생활 시험(RLT)이라고 한다. 성전환자들은 개인적 생각, 또는 건강 상황, 경제적 처지 등의 요소에 따라 일부 치료 또는 전체 치료를 포기할 수도 있다.

### 디트랜지션
성전환 수술까지 끝마친 사람이 뒤에 후회하게 되는 경우도 있는데, 그 원인은 주로 가족이나 동료들의 지원을 잃게 되기 때문으로, 1990년대 자료에서는 그 확률이 3.8% 정도였다. 의학 정보 온라인 데이터 베이스에 올라온 리뷰에서는 수술 이후 후회하는 환자의 비율이 많으면 8%까지 높아질 수도 있다. 성전환 수술을 끝마친 232명의 트랜스여성을 상대로 한 2001년 연구에서는, 완전히 후회한다고 대답한 사람은 한 명도 없었고, 부분적으로 또는 가끔씩 후회한다고 답한 사람은 6% 정도였다.